# Crocanthes anactostola
Crocanthes anactostola is een vlinder uit de familie van de Lecithoceridae. De wetenschappelijke naam van de soort is voor het eerst geldig gepubliceerd door Diakonoff.